# Thư Vũ
Thư Vũ là một xã thuộc tỉnh Hưng Yên, Việt Nam.

## Địa lý
Xã Thư Vũ nằm ở phía nam của tỉnh Hưng Yên, có vị trí địa lý:
- Phía đông giáp xã Vũ Quý và xã Hồng Vũ.
- Phía tây giáp phường Vũ Phúc và xã Vũ Tiên.
- Phía bắc giáp phường Trần Lãm.
- Phía nam giáp xã Xuân Hồng của tỉnh Ninh Bình, có ranh giới tự nhiên là sông Hồng.

## Lịch sử
Ngày 16 tháng 6 năm 2025, Ủy ban Thường vụ Quốc hội ban hành Nghị quyết số 1666/NQ-UBTVQH15 về việc sắp xếp các đơn vị hành chính cấp xã của tỉnh Hưng Yên năm 2025. Theo đó, sắp xếp toàn bộ diện tích tự nhiên, quy mô dân số của các xã Việt Thuận, Vũ Hội, Vũ Vinh và Vũ Vân thành xã mới có tên gọi là xã Thư Vũ.